# Трохта, Штепан
Штепан Трохта (чеш. Štěpán Trochta SDB; 26 марта 1905, Францова Лхота, королевство Богемия, Австро-Венгрия — 6 апреля 1974, Литомержице, Чехословакия) — чехословацкий кардинал, член монашеской конгрегации салезианцев. Епископ Литомержице с 27 сентября 1947 по 6 апреля 1974. Кардинал in pectore с 28 апреля 1969 по 5 марта 1973. Кардинал-священник с 5 марта 1973, с титулярной диаконией pro illa vice Сан-Джованни-Боско-ин-виа-Тусколана с 12 апреля 1973.

## Биография
Штепан Трохта родился в семье Франтишека Трохта (1880—1912) и его жены Анны Трохтовой. Он — старший сын в семье. Известно, что у него были брат (Йозеф; род. 1913) и сестра (Анна; род. 1911), которые были ещё живы на момент его смерти.
В детстве он был членом чешского скаутского движения «Юнак»; после учёбы в начальной школе учился (с 1911 по 1918 год) в архиепископской гимназии в Кромержиже, но был вынужден прервать учёбу из-за болезни матери. После её выздоровления в 1922 году он отправился в Турин, где в 1923 году вступил в Орден салезианцев Дона Боско и 24 сентября 1925 года принял постриг.
Он изучал теологию и философию в Салезианском университете и 2 июля 1932 года защитил докторскую диссертацию по теологии.
3 июля 1932 года в Турине был рукоположён в священники кардиналом Маурилио Фоссати, после чего он отправился в центральную Моравию, где он преподавал религиоведение и руководил строительством церкви Святого Иоанна Боско в Остраве.
Во время Второй мировой войны и оккупации Чехословакии помогал антинацистскому сопротивлению. В 1940 году он был арестован, но освобожден за недостатком улик. 28 мая 1942 года он был вновь арестован и провел остаток войны в концлагерях Терезин, Маутхаузен и Дахау. В Дахау он встретил кардинала Йозефа Берана.
23 мая 1945 года Штепан Трохта вернулся в Прагу. После войны на епископа было возложено управление епархией Литомержице, состоявшей из 450 приходов. До войны она была населена тремя миллионами немцев, которых затем вместе с духовенством заставили выехать в Германию, а на их место поселили чехов и словаков из разных областей. Население епархии было очень разнородным. Не хватало священников, епископу приходилось день и ночь заниматься окормлением паствы. Церковное начальство назначило в помощники Трохте священника Павла Хнилицу.
В 1948 году начались преследования Католической Церкви со стороны коммунистической власти: было национализировано все церковное имущество, в том числе, храмы с монастырями, закрыты католические школы, католические издания. Чтобы спровоцировать конфликт между духовенством и верующими, была создана организация «священников-патриотов», которых представляли как священников светлого будущего. На съезде 1949 года 70 «священников-патриотов» и 800 мирян образовали центральный комитет «Нового Католического действия», то есть коммунистического католического движения, сотрудничавшего с режимом. Епископ Трохта обратился к верующим с пастырским посланием, где осуждал новосозданную организацию. Это послание, подписанное всеми епископами Чехословакии, было прочитано в большинстве храмов страны.
В 1953 году Штепан Трохта был арестован. Его допрашивали круглосуточно, пытали, пытаясь заставить сознаться в несуществующих преступлениях. Однажды, после особо длительного допроса, Трохта написал тайное письмо — где выражал свою абсолютную верность Римскому престолу: он боялся, что в помутненном сознании сделал какое-либо заявление, компрометирующее Церковь. В 1954 году он был осужден на 25 лет тюремного заключения. Епископ скитался из лагеря в лагерь, заболел туберкулезом, перенес инфаркт.
В 1960 году по случаю амнистии он был освобожден, но ему запретили осуществлять епископское и священническое служение, отправлять Мессу даже в частном порядке и вообще входить в храм. Поскольку Трохта не получал никаких субсидий, он брался за любую работу — каменщика, слесаря, лифтера, дворника.
Наступила «Пражская весна». Коммунисты «нового курса» публично выразили сожаление о несправедливом отношении к Церкви. Епископ Трохта был реабилитирован и, несмотря на слабое здоровье, с энтузиазмом и надеждой принялся за работу.
Осенью 1968 года он впервые встретился с Папой Павлом VI. Папа Павел VI возвел Штепана Трохту в сан кардинала «in pectore» на консистории 1969 года, назначение было обнародовано только на консистории 5 марта 1973 года.
Однако период политического либерализма в Чехословакии закончился, и положение Католической Церкви вновь стало ухудшаться.
В конце марта 1974 года Трохта перенес операцию, а через неделю, 5 апреля, к нему пришел ответственный секретарь компартии по церковным делам Карел Длабал (Karel Dlabal), угрожал кардиналу, оскорблял его, требуя сотрудничать с властью. На следующее утро кардинала Трохту нашли в агонии — у него случился тяжелый инсульт, и его срочно доставили в больницу Литомержице, где он скончался, так и не придя в сознание.
На похоронах кардинала 16 апреля присутствовало 3000 человек, включая апостольского нунция Ватикана в Восточной Европе архиепископа Луиджи Поджи, кардинала Франца Кёнига, немецкого кардинала Альфреда Бенгша, архиепископа Берлина и двух польских кардиналов: Стефана Вышинского и Кароля Юзефа Войтылу — будущего Папу Иоанна Павла II.